# Пиккар, Бертран
Бертран Пиккар (фр. Bertrand Piccard, род. 1 марта 1958) — швейцарский воздухоплаватель и пилот самолёта, по профессии психиатр.
Бертран родился в Лозанне. Он был всегда очарован полётом и последовал семейной традиции. Дед, Огюст, и отец, Жак, были воздухоплавателями и изобретателями.
В 1999 году Пиккар и Брайан Джонс совершили первый успешный беспосадочный кругосветный перелёт на аэростате. 1 марта вылетели на воздушном шаре «Breitling Orbiter 3» из Шато-д’Э в Швейцарии, приземлились в Египте, пролетев 45755 км. Полёт продолжался 19 дней, 21 часов и 47 минут. За это достижение аэронавты были отмечены многими наградами, в том числе трофеем Хармона, Золотой авиационной медалью ФАИ и медалью Хаббарда.
5 ноября 2007 года Пиккар представил вместе с Андре Боршбергом модель самолёта на солнечных батареях — Solar Impulse, на котором он планировал облететь вокруг Земли.
С 9 марта 2015 года по 26 июля 2016 года попеременно с Андре Боршбергом совершил на самолёте Solar Impulse 2 кругосветный перелёт с 16 промежуточными остановками.

## Награды
- Золотая авиационная медаль ФАИ
- Медаль Хаббарда (1999)
- Кавалер ордена Почётного легиона
- Кавалер Олимпийского ордена
- Кавалер ордена святого Карла[3]